# 豊能町立吉川中学校
豊能町立吉川中学校（とよのちょうりつ よしかわちゅうがっこう）は、大阪府豊能郡豊能町にある公立中学校。
豊能町西部のニュータウンとその周辺地域を校区としている。創立記念日は1月28日。

## 沿革
- 1947年4月1日 - 大阪府豊能郡吉川村立中学校として設立。吉川村立小学校（現・豊能町立吉川小学校）に併設。
- 1949年1月28日 - 現在の豊能町立吉川小学校の場所に独立校舎竣工。この日を創立記念日とする。
- 1950年4月 - 大阪府立桜塚高等学校吉川分校を中学校校舎に併設。
- 1951年10月30日 - 小学校・中学校の校舎交換により、旧吉川小学校の校地へ移転。
- 1954年3月 - 桜塚高校分校が廃止される。
- 1956年10月1日 - 合併で東能勢村となったことに伴い、東能勢村立吉川中学校と改称。
- 1957年4月20日 - 新校舎が竣工し、移転。
- 1975年4月22日 - 現在地に移転。
- 1977年4月1日 - 東能勢村が町制施行で豊能町となったことに伴い、豊能町立吉川中学校と改称
- 1997年 - 大阪府教育委員会から情報教育研究校に指定される。
- 2024年 - アスベスト除去その他、ならびに2年後の小中一貫校の開校に伴う工事のため、現住所から豊能町立光風台小学校の敷地に移転。

## 通学区域
豊能町立吉川小学校、豊能町立光風台小学校、豊能町立東ときわ台小学校の通学区域
- 豊能郡豊能町 吉川・ときわ台・光風台・東ときわ台・新光風台

## 交通
- 能勢電鉄妙見線 ときわ台駅 南東へ約1km（徒歩約15分）。
- 阪急バス 東ときわ台2丁目バス停。
- 阪急バス 支所前バス停。